# Quint Lucili Balb
Quint Lucili Balb (en llatí Quintus Lucilius Balbus) va ser probablement germà de Lluci Lucili Balb. Va ser conegut com a filòsof estoic romà, i va ser deixeble de Paneci de Rodes. Segons Ciceró, els progressos que va fer en filosofia estoica l'equiparaven amb els millors estoics grecs.
Ciceró en parla al seu llibre De natura deorum (La naturalesa dels déus) i diu que exposava molt clarament les opinions dels estoics sobre aquest tema, i els seus arguments tenien una credibilitat considerable. Quint Luci Balb també va ser el representant de les opinions estoiques al llibre Hortensius o Sobre la filosofia del mateix Ciceró, llibre avui perdut.